# Королевский орден Льва
Королевский орден Льва — бельгийский орден, учреждённый для «Независимого государства Конго» 28 июля 1891 года бельгийским королём Леопольдом II. Упразднён в 1962 году.

## Статут
Орден был включен в бельгийскую систему наград после аннексии Свободного государства Конго в 1908 году. Вручался за заслуги перед Конго и бельгийской короной. Девизом ордена был — «Travail et progrès» («Труд и прогресс»). Король Бельгии являлся его Великим магистром. После обретения Конго независимости в 1960 году орден больше не вручался, хотя формулировка его статута допускала награждение и после, например, за заслуги перед страной до обретения независимости.

## Степени
Королевский Орден Льва имеет пять степеней и три медали:
- Кавалер Большого Креста
- Гранд-офицер
- Командор
- Офицер
- Кавалер
- Золотая медаль
- Серебряная медаль
- Бронзовая медаль

## Описание
Знак отличия ордена представлял собой золотой крест с белыми эмалированными перемычками, покрытый золотой и синей эмалью и разделенными двумя переплетенными золотыми буквами «CC». На одной из его сторон в центра изображён золотой лев в короне на синем фоне, окруженный золотым кругом с девизом «Travail et progrès»; на другой стороне — красный эмалевый герб с двумя переплетёнными буквами «LL» и буквой «S», увенчанной королевской короной. Лента амарантово-красного цвета с лазурной каймой и бледно-жёлтой полосой в центре.